# Kaze o sagashite
Kaze o sagashite (風をさがして?, Kaze o sagashite, Alla ricerca del vento) è un brano musicale della cantante giapponese Mari Yaguchi, pubblicato il 13 gennaio 2010 come suo secondo singolo. Il brano è stato utilizzato come dodicesima sigla di apertura per gli episodi dal 426 al 459 dell'anime One Piece, in sostituzione della precedente sigla Share the World. Il singolo è arrivato alla seconda posizione della classifica Oricon dei singoli più venduti, vendendo circa 37 000 copie.

## Tracce
CD singolo
CD
1. Kaze o sagashite (Karaoke)
2. Kaze o sagashite

DVD
1. Kaze o sagashite (Music Clip)
2. Kaze o sagashite (Video coreografia)
3. Kaze o sagashite (Video versione televisiva)

## Classifiche
| Classifica (2004)                  | Posizione massima |
| ---------------------------------- | ----------------- |
| Giappone (Oricon)                  | 2                 |
| Giappone (Billboard Japan Hot 100) | 10                |